# Mediahuis Luxembourg
Mediahuis Luxembourg, nommé Saint-Paul Luxembourg jusqu'en 2021, est le principal éditeur de presse luxembourgeois, basé à Luxembourg. Il publie notamment le quotidien Luxemburger Wort fondé en 1848, qui est le plus important et le plus ancien quotidien du Grand-Duché.

## Histoire

### Origines
La « Sankt-Paulus-Gesellschaft » (soit en français : Saint-Paul Société anonyme) est fondée par un acte notarié du 20 novembre 1886, pour la diffusion de la presse catholique, à Luxembourg et est autorisée à exercer par le Gouvernement du Luxembourg en février 1887. Sous la forme d'une société anonyme et avec un captal de 1 300 francs luxembourgeois, le premier directeur est le prêtre Jean-Baptiste Fallize (lb).
La nouvelle structure vise à reprendre l'édition et l'impression du quotidien catholique Luxemburger Wort existant depuis 1848, le principal journal du pays. Son contrôle fait l'objet de dissensions entre le comité de rédaction et l'imprimeur dans les années 1879 à 1884. Après le lancement du journal le 23 mars 1848, trois jours après l'abolition de la censure, comme un organe populaire et d'opposition au pouvoir, il est imprimé successivement chez différents imprimeurs, et fait fréquemment l'objet de poursuites judiciaires de la part des milieux gouvernementaux. À partir du 1er janvier 1885 je journal est produit dans l'Imprimerie Saint-Paul.

### Contrôle
À l'origine, 86,9 % du capital social sont alloués à l'imprimeur Jean Hary et au fils de son épouse, Louis Held, secrétaire épiscopal, Jean Hary ayant fait apport en nature de son imprimerie préexistante. 
Dès le XIXe siècle, le contrôle majoritaire de la société passe par succession d'abord à l'évêque de Luxembourg, puis à l'évêché quand celui-ci obtient la personnalité juridique. À la fin du XXe siècle, l'archevêché est détenteur, directement et indirectement, de la totalité du capital qu'il cède en avril 2020 au groupe de presse international Mediahuis, éditeur notamment de quotidiens en Belgique, aux Pays-Bas et en Irlande.
La ligne éditoriale conservatrice et les positions politiques et idéologiques souvent prononcées du quotidien édité, combinée à la position dominante de celui-ci sur le marché national, ont un effet polarisant dans la société luxembourgeoise, qui s'est toutefois estompé au fil du temps.

### Diversification
En 1915, le nom de la société devient bilingue, devenant en parallèle Sankt-Paulus-Druckerei et Imprimerie Saint-Paul, en abrégé ISP. L'entreprise est entre-temps devenu le principal imprimeur du pays de même que le premier éditeur de livres et d'organes de presse luxembourgeois (quotidiens et hebdomadaires, dans différentes langues). Vers la fin du XXe siècle et à la suite d'importants investissements, ses ateliers desservent une importante clientèle étrangère (rotation journal, rotation magazine, impression en feuilles, façonnage, reliure, création publicitaire etc.).
En parallèle, le groupe s'oriente graduellement aussi vers d'autres médias (radio, production vidéo, information et communication en ligne) et prend des participations dans les pays voisins. En 2000, elle adopte la dénomination de Saint-Paul Luxembourg SA. À cette époque, l'entreprise emploie 960 salariés (sans inclure les porteurs de journaux) et compte parmi les vingt principaux employeurs du pays. 
Avec ses filiales la société se présente comme le Groupe Saint-Paul, mais puisque le quotidien Luxemburger Wort est resté à tout moment, et de très loin, le principal produit du groupe, le public luxembourgeois identifie celui-ci, pars pro toto, sous la désignation d'Wort.
Grâce au nombre de ses abonnés, le quotidien reste dans la société luxembourgeoise le medium d'information le plus populaire et le plus influent ainsi que le support publicitaire le plus important.

### Contraction
Au XXIe siècle, Saint-Paul Luxembourg a graduellement réduit ses activités en ordre principal à l'édition et à la production de son quotidien phare, abandonnant notamment le quotidien francophone La Voix du Luxembourg et le journal gratuit Point 24, de même que la plupart de ses périodiques et publications, sauf toutefois le magazine populaire Télécran et l'hebdomadaire en langue portugaise Contacto. À noter cependant que l'offre en ligne du quotidien se présente en quatre langues pour tenir compte de la situation cosmopolite du Grand-Duché.
Mais les activités périphériques, comme les travaux d'impression pour des tiers, l'édition de livres, la chaîne de librairies, les activités de radiodiffusion et de production vidéo, ont été abandonnées ou réduites à la partie congrue.
En mars 2019, François Pauly devient président du conseil d'administration du groupe Saint-Paul Luxembourg.
Le 1er janvier 2020, l'activité d'édition de livres (Éditions Saint-Paul) est arrêtée et reprise par les Éditions Schortgen (lb). En mai 2020, Saint-Paul Luxembourg est vendu au groupe de presse belge Mediahuis. Un an après son rachat, le groupe devient officiellement Mediahuis Luxembourg en juillet 2021.

## Titres édités
Mediahuis Luxembourg édite plusieurs quotidiens ou hebdomadaires dans différentes langues ainsi que des webradios.

### Actuels
- Luxemburger Wort (quotidien en langue allemande et française (dénomé Virgule depuis 2022))
- Contacto (journal en portugais)
- Decisão (magazine business en portugais)
- Télécran (hebdomadaire)

### Disparus
- Point 24
- Tendances Lifestyle
- La Voix du Luxembourg

## Internet et radio
- Luxembourg Times (site internet orienté business en langue anglaise)
- Radio Latina (webradio)
- Virgule (publication en ligne, en français)

## Autres
- Print solutions
- Imprimerie Saint-Paul
- Reliure Saint-Paul
- Régie publicitaire
- Réseau de librairies Libo

## Littérature
(mai 2020).
- Pierre Gregoire: Das Luxemburger Wort für Wahrheit und Recht - Die Geschichte einer Zeitung in der Geschichte eines Volkes, Luxembourg 1936, 336 pages
- Pierre Gregoire: Hundert Jahre Luxemburger Wort, Luxembourg 1948, 140 pages
- Charles Jourdain: 100 Joër Sankt-Paulus-Dréckerei 1887-1987, Luxembourg 1987, 210 pages
- Gast Zangerlé: Bibliographie de l'Imprimerie Saint-Paul, Luxemburg 1988, 282 pages
- Georges Hellinghausen: 150 Jahre Luxemburger Wort - Selbstverständnis und Identität einer Zeitung 1973-1998, Luxembourg 1998; 470 pages, surtout (aux pages 319 à 375) le chapitre VIII. Ausbau und Diversifizierung der ISP, ainsi que certaines annexes
- 150 Joër Wort - 150 Jahre und kein bißchen alt, Luxembourg 1998, 538 pages, surtout (aux pages 283 à 349) les contributions de Henri Leyder: Medienpol mit neun Satelliten - "Luxemburger Wort" und Sankt-Paulus-Druckerei, Paul Thill: 150 Jahre Bewegung im Zeitungsdruck, et Paul Zimmer: Die modernste Zeitungsdruckerei im weiten Umkreis
- saint-paul interna - Le journal du personnel du groupe saint-paul - Die Personalzeitung der ,saint-paul'-Gruppe, 1996-2002